# 葛奉根

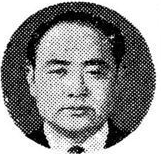
葛奉根（1974年）

葛 奉根（カル・ボングン、朝鮮語: 갈봉근、1932年4月6日 - 2002年11月18日）は、大韓民国の憲法学者、政治家、第9・10代国会議員。本貫は開城葛氏。 

## 経歴
ソウル大学校法科大学を卒業した後、ドイツのボン大学で公法学を専攻、同学にて博士（法学）を取得した。 マールブルク大学講師、ソウル大学校法科大学、商科大学、文理科大学、同大学院講師、中央大学校教授、韓国憲法学会副会長を歴任した。
1972年、中央大学校教授在職時に法務部の憲法審議委員会に参加し、「維新憲法」の制定に携わった。第9代、第10代国会議員（維新政友会）だった。2002年11月18日、70歳で亡くなった。